# Heinrich Eugen Marcard
Heinrich Eugen Marcard (* 4. Januar 1806 in Oldenburg; † 27. November 1883 in Berlin) war Angehöriger des preußischen Militärjustizdienstes, Abgeordneter und Antisemit.

## Leben
Marcard war der Sohn des konservativen Publizisten und Leibarztes in oldenburgischen Diensten Heinrich Matthias Marcard (1747–1817). Er besuchte das Gymnasium Adolfinum Bückeburg und das Alumnat im Kloster Loccum. Er studierte an der Georg-August-Universität Göttingen und der Friedrichs-Universität Halle Rechtswissenschaft. Er wurde im Corps Guestphalia Göttingen und im Corps Guestphalia Halle recipiert. Nach Beendigung seiner Studien trat er 1828 in den preußischen Justizdienst ein. Er wechselte 1838 in die Militärjustiz und war Garnisonsauditeur in Minden. Zwischen 1846 und 1853 war Marcard Divisions-Auditeur in Danzig. Danach war er bis 1856 Auditeur des V. Armee-Korps in Posen und danach des III. Armee-Korps in Berlin. Im Deutsch-Dänischen Krieg von 1864 war er Oberauditeur des 1. kombinierten I. Armee-Korps (Preußen). Im Deutschen Krieg von 1866 war Marcard Feldoberauditeur des III. Armee-Korps. 1875 trat er in den Ruhestand.
1855–1858 und erneut von 1882 bis zu seinem Tode vertrat er den Wahlkreis Lübbecke-Herford bzw. für den Wahlkreis Regierungsbezirk Münster 1 (Tecklenburg) im Preußischen Abgeordnetenhaus. Seit 1877 gehörte er bis zu seinem Tode dem Reichstag an als Abgeordneter des Wahlkreises Regierungsbezirk Minden 3 (Bielefeld-Wiedenbrück). Er war Mitglied der Fraktion der Deutschkonservativen Partei.
Marcard hat viele Jahre für konservative Zeitungen geschrieben, so etwa für die Neue Preußische Zeitung (Kreuzzeitung). Außerdem veröffentlichte er, teilweise anonym bzw. unter Pseudonym, verschiedene Schriften. Marcard zählte zu den frühen Antisemiten in Deutschland. Im Jahr 1843/44 schlug er in seiner Schrift „Ueber die Möglichkeit der Judenemanzipation im christlich-germanischen Staat“ als einer der ersten eine Antisemitenpartei vor. Er fasste für ein Publikum aus kleinbürgerlichen Kaufleuten und Bauern eine erste antisemitische Programmatik ab. Er bekam daraufhin Publikationsverbot und wurde nach Danzig versetzt.

## Antisemitisches Programm
Der konservative Hegelianer Marcard definierte gegen die Junghegelianer Edgar Bauer und Bruno Bauer den Staat als genuin christlich und die deutsche Nation mit Fichte als „Urvolk“. In beiden Hinsichten erschien ihm der Jude als Fremdkörper, der einmal den christlichen Glauben, zum anderen den Nationalcharakter des Volkes als „organisch in sich abgeschlossener Einheit“ in Frage stellte. Den Neuhegelianern stellt er Hegels Satz entgegen: „Es gehört der Bildung, dem Denken als Bewußtsein des Einzelnen in Form der Allgemeinheit, daß Ich als allgemeine Person aufgefaßt werde, worin Alle identisch sind. Der Mensch gilt so, weil er Mensch ist, nicht weil er Jude, Katholik, Protestant, Deutscher, Italiener usf. ist. Dies Bewußtsein, dem der Gedanke gilt, ist von unendlicher Wichtigkeit, – nur dann mangelhaft, wenn es etwa als Kosmopolitismus sich dazu fixiert, dem konkreten Staatsleben gegenüberzustehen.“ Er definiert Volk jedoch noch nicht biologisch-rassistisch und hält Juden für fähig, „Teil des deutschen Volkes zu werden“, wenn sie sich zum Christentum bekennen, auch wenn dies nur äußerlich geschehe, und die Ehe mit Deutschen eingehen: „Das Sakrament der Taufe spricht mächtiger, als die Bedenken, daß Vermischung mit fremdem Blute für ein Urvolk im Ganzen nichts Erwünschtes sein kann...“

## Schriften
- Ueber die Möglichkeit der Judenemanzipation im christlich-germanischen Staat. Minden/Leipzig 1843.
- Treumund Wahrlieb (Pseudonym)[7]: Darf ein Jude Mitglied einer Obrigkeit sein, die über christliche Unterthanen gesetzt ist? Ein freundliches, schlichtes Wort zu dem deutschen Bürger und Landmann gesprochen. Minden 1843. (ULB Münster)
- Der Bauernschinder. Eine Erzählung. 1844.
- Ein Literatenleben. 1846.
- Vermischte Schriften. 1852.
- Französische und russische Sünden gegen Deutschland. 1854.
- Pyrmont. Landschaftlich und geschichtlich. 1856.
- Achtzehnhundert und dreißig. Ein Totentanz am Teutoburger Wald (Gedicht). 1869. (Digitalisierte Ausgabe der Universitäts- und Landesbibliothek Düsseldorf)
- Das Schwarze Buch in Frankreich. 1870.
- Das Verhältnis der Konservativen zu den Katholiken, im Anschluss an Herrn von Gerlachs Schrift: "Kaiser und Papst." 1873